# Río Cuchi
Río Cuchi är ett vattendrag i Bolivia.   Det ligger i departementet Santa Cruz, i den centrala delen av landet, 270 km nordost om huvudstaden Sucre.
Omgivningarna runt Río Cuchi är huvudsakligen savann. Runt Río Cuchi är det tätbefolkat, med 297 invånare per kvadratkilometer.